# Alcelaphus buselaphus
Alcelaphus buselaphus je vrsta antilope, koja živi na travnjacima u zapadnoj, istočnoj i južnoj Africi.
To je jedan od triju vrsta iz roda Alcelaphus.

## Opis
To su prilično velike antilope, visine od gotovo 1,5 m u ramenima. Težina ženki varira od 100 do 185 kg, dok mužjaci mogu težiti od 125 do 255 kg. Dužina tijela može biti u rasponu 150–230 cm, a duljina repa može varirati od 30 do 70 cm.
Mužjaci su tamnosmeđe boje, dok su ženke žutosmeđe. Oba spola imaju rogove, koji mogu dostići dužinu i do 70 cm.
Žive na travnjacima i u otvorenim šumama, gdje pasu travu. Dnevne su životinje, hrane se ujutro i kasno popodne. Stada se sastoje od pet do dvadeset jedinki, ali može povremeno sadržavati i do 350 jedinki.